# Manucodia comrii
La manucodia crestariccia (Manucodia comrii Sclater, 1876) è un uccello passeriforme della famiglia dei paradiseidi.

## Descrizione

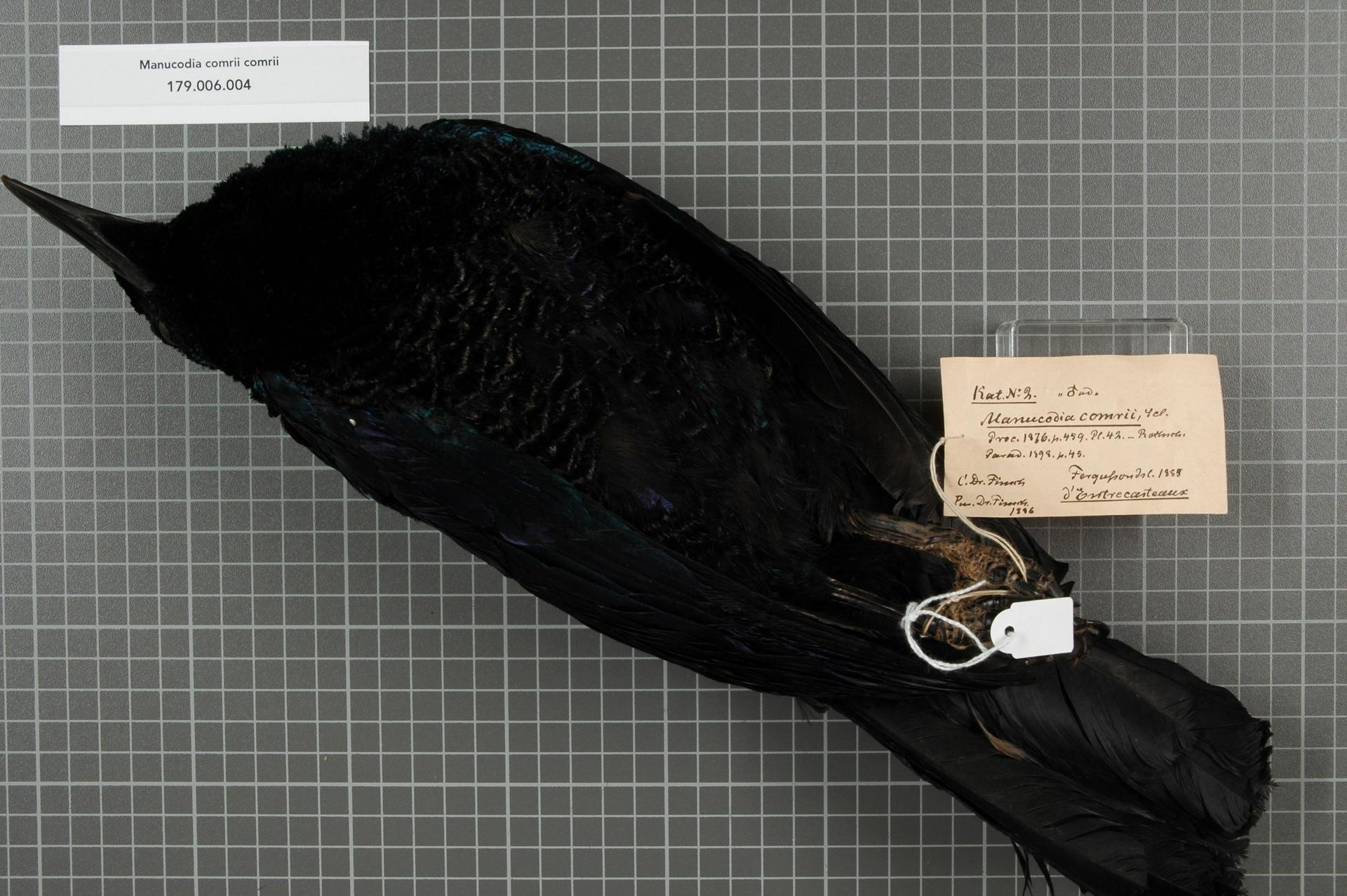
Esemplare conservato.

### Dimensioni
Misura fino a 43 cm di lunghezza, per un peso che raggiunge i 448 g: questi dati rendono la manucodia crestariccia uno dei paradiseidi più grossi e sicuramente il più pesante. A parità d'età, i maschi sono leggermente più grossi e robusti rispetto alle femmine.

### Aspetto
Si tratta di uccelli che ricordano molto, per l'aspetto e le dimensioni, un grosso corvo, in virtù della colorazione scura, dell'aspetto robusto con coda allungata e squadrata, delle zampe forti e del forte becco conico e allungato.

La livrea è nera su tutto il corpo, con riflessi metallici verdi, bluastri e violacei specialmente su testa, collo e area dorsale (ali comprese), mentre petto e ventre si presentano più opachi e dall'aspetto quasi squamato in virtù delle penne orlate di bianco-giallastro: le penne del vertice sono leggermente arricciate (da cui il nome comune della specie), e anche le penne della coda presentano un leggero arricciamento. L'iride è rossa, mentre zampe e becco sono neri.

## Biologia
Si tratta di animali dalle abitudini diurne, che tendono a vivere da soli o in coppie fra i rami degli alberi di media altezza: pur essendo piuttosto timidi e pronti in ogni momento a rifugiarsi nel folto della vegetazione al minimo sentore di pericolo, le manucodie crestariccia non sono difficili da avvistare nell'areale di diffusione, specialmente nei pressi di grossi alberi da frutto, e ancora più facile è udirne il verso (una serie di otto note basse e calanti emesse anche a scopo territoriale) o il caratteristico fruscio delle ali emesso dall'animale in volo, dovuto alla forma particolare delle penne alari.

### Alimentazione
La manucodia crestariccia è un uccello dalla dieta essenzialmente frugivora, che basa la propria dieta perlopiù sui fichi: questi uccelli, tuttavia, mangiano senza problemi ogni tipo di frutto maturo, oltre che nettare e verosimilmente in misura minore anche insetti e altri piccoli invertebrati, come anche le specie congeneri.

### Riproduzione
La stagione riproduttiva va da giugno a novembre, tuttavia è possibile osservare coppie in nidificazione anche in marzo.

Il maschio corteggia la femmina seguendola insistentemente fra la vegetazione e tenendo le ali e la coda ben spiegate, le penne arruffate ed emettendo il verso di richiamo, montandola una volta che essa si sia mostrata disponibile all'accoppiamento. Anche la manucodia crestariccia è un uccello rigidamente monogamo: i partner collaborano nella costruzione del nido, che ha forma a coppa e viene costruito utilizzando materiale di origine vegetale sulla biforcazione secondaria di un ramo. Una volta depostele 1-2 uova, i due sessi si alternano anche nella cova e nell'allevamento dei pulli, fino al loro involo e al sopraggiungere dell'indipendenza.

## Distribuzione e habitat
La manucodia crestariccia è endemica degli arcipelaghi delle D'Entrecasteaux e delle Trobriand, a sud-est della Nuova Guinea.
Pur occupando un areale molto circoscritto, si tratta di una delle specie di uccello del paradiso più versatili in termini di habitat, occupando praticamente tutti gli spazi alberati, dalla foresta pluviale alla savana alberata, e potendo essere osservata perfino nei parchi e nei giardini.

## Tassonomia
Se ne riconoscono due sottospecie:
- Manucodia comrii comrii, la sottospecie nominale, endemica delle isole di D'Entrecasteaux;
- Manucodia comrii trobriandi Mayr, 1936, endemica delle isole Trobriand;

Il nome scientifico di questa specie venne scelto da Sclater in omaggio al matematico scozzese Peter Comrie, primo europeo a osservare e descrivere la specie nel 1874 sull'Isola Fergusson.